# HMS Mauritius (80)
HMS «Морішиес» (80) (англ. HMS Mauritius (80)  — військовий корабель, легкий крейсер типу «Коронна колонія» Королівського військово-морського флоту Великої Британії.

## Історія створення
HMS «Морішиес» (80) був закладений 31 березня 1938 на верфі Swan Hunter, Ньюкасл (Велика Британія) і спущений на воду 19 липня 1939.

## Історія служби

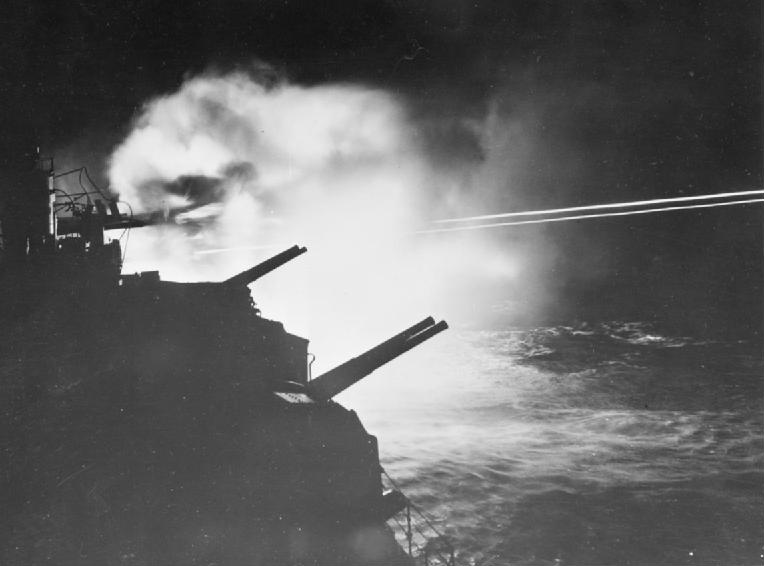
Корабельна артилерія легкого крейсеру «Морішиес» веде вогонь по позиціям німців. Операція «Оверлорд». Серпень 1944.

Артилерійська підтримка кораблями союзників висадки морського десанту на узбережжя Нормандії. Позиція легкого крейсеру «Морішиес» в ході висадки десанту на крайньому лівому фланзі навпроти плацдарму «Сорд». Операція «Нептун». 6 червня 1944